# Иван Вазов (хижа)
Вижте пояснителната страница за други значения на Иван Вазов.
Хижа „Иван Вазов“ е туристическа хижа в Рила планина. Разположена е в местността Голямо Пазардере на 2300 м. н.в. на десния бряг на река Бистрица. Намира се на североизток от върховете Голям и Малък Калин и югозападно от връх Отовица.
Построена е от Дупнишкото туристическо дружество „Рилски езера“ по проект на архитект Генчо Скордев. Първоначално се нарича заслон Иван Вазов, има площ 64 кв. м, може да подслони 60 души. Заслонът е построен за 27 дни през лятото на 1939 година, а цената на строежа възлиза на 190 000 лева.
Хижата представлява масивна двуетажна постройка и прилежащи бунгала с капацитет 98 места. Има столова, туристическа кухня, предлагат се храна и напитки. Санитарните помещения са вътре в хижата, водоснабдена и електрифицирана чрез слънчеви панели. Разполага и със собствен МВЕЦ, който не функционира.

## Туристически маршрути
- х. „Отовица“ – х. „Иван Вазов“, 7:30 часа
- с. „Бистрица“ – х. „Иван Вазов“, 8:30 часа с багаж
- х. „7-те езера“ – х. „Иван Вазов“ през Раздела, 2:30 часа
- х. Мальовица – х. „Иван Вазов“ през Додов връх, 5:30 часа
- Рилски манастир – х. „Иван Вазов“, 6:00 часа

- х. „Иван Вазов“ – в. Отовица 1:00 час
- х. „Иван Вазов“ – в. Дамга 1:00 час
- х. „Иван Вазов“ – в. Голям Калин 1:30 часа
- х. „Иван Вазов“ – езерото Карагьол 1:00 час

## Външни Препратки
- хижа „Иван Вазов“ – официална страница Архив на оригинала от 2011-02-10 в Wayback Machine.